# Théorèmes de l'alternative
Les théorèmes de l'alternative, dont le plus fameux est le lemme de Farkas, concernent tous un système d'inéquations linéaires dans un espace vectoriel réel de dimension finie. Il s'agit de donner un critère permettant de trancher si le système est ou non consistant, c'est-à-dire s'il admet ou non une solution (ou, pour ceux dont 0 est une solution évidente, une solution non nulle).
Le principe en est à chaque fois le suivant : face à un système d'inéquations, on peut opérer des combinaisons linéaires de ces inéquations à coefficients positifs ou nuls, qui sont alors toutes des conséquences du système (l'usage judicieux de coefficients strictement positifs permettant au cas par cas de produire des conséquences qui soient des inégalités strictes). Il est bien évident que si l'une de ces conséquences est une absurdité – typiquement {\displaystyle 0<0} – le système initial ne peut avoir de solution. Or, il se trouve que cette condition suffisante pour que le système soit inconsistant est à chaque fois nécessaire : chacun des théorèmes ci-dessous en exprime une variante.
Le nom de « théorèmes de l'alternative » vient du fait que la condition nécessaire et suffisante a, elle aussi, la forme d'un problème de recherche de solutions pour un système mêlant équations et inéquations. On se retrouve donc en parallèle avec deux systèmes, dont un et un seul a des solutions. Traduites en termes de matrices, les deux branches de l'alternative ont des formulations du même esprit, voire étonnamment semblables dans le cas du théorème de Ville.

## Systèmes d'inéquations strictes et systèmes d'inéquations larges: les théorèmes de Gordan et de Stiemke

### Le théorème de Gordan
Il couvre le cas d'un système d'inéquations toutes strictes, de la forme :
{\displaystyle f_{1}(y)>0,\,f_{2}(y)>0,\ldots ,f_{k}(y)>0}
où les {\displaystyle f_{j}} sont des formes linéaires sur un espace vectoriel réel {\displaystyle E} de dimension finie.
Il y a une obstruction évidente à l'existence de solutions pour un tel système : si on fait une combinaison linéaire à coefficients positifs non tous nuls de cette famille d'inéquations, on obtient une nouvelle inéquation stricte vérifiée par toutes les solutions. Si on peut ajuster les coefficients de cette combinaison linéaire de façon à obtenir l'inéquation absurde {\displaystyle 0>0}, c'est que le système était inconsistant.
Le théorème de Gordan assure que, à partir de tout système inconsistant, on peut ainsi produire l'inéquation {\displaystyle 0>0} :
Théorème de Gordan (1873) — Soit {\displaystyle f_{1},\ldots ,f_{k}} des formes linéaires sur un espace vectoriel réel de dimension finie {\displaystyle E}. Alors :
{\displaystyle \{y\in E\,\mid \,f_{1}(y)>0,f_{2}(y)>0,\ldots ,f_{k}(y)>0\}=\varnothing }
si et seulement si
il existe une écriture {\displaystyle 0=\lambda _{1}f_{1}+\cdots +\lambda _{k}f_{k}} à coefficients tous positifs ou nuls dont l'un au moins n'est pas nul.

### Le théorème de Stiemke
Il concerne les systèmes d'inéquations linéaires au sens large :
{\displaystyle f_{1}(y)\geq 0,\,f_{2}(y)\geq 0,\ldots ,f_{k}(y)\geq 0}.
Son énoncé est précisément le suivant :
Théorème de Stiemke (1915) — Soit {\displaystyle f_{1},\dots ,f_{k}} des formes linéaires sur un espace vectoriel de dimension finie {\displaystyle E}. Alors :
{\displaystyle \{y\in E\,\mid \,f_{1}(y)\geq 0,\ldots ,f_{k}(y)\geq 0}, l'une au moins de ces inégalités étant stricte{\displaystyle \}=\varnothing }
si et seulement si
il existe une écriture {\displaystyle 0=\lambda _{1}f_{1}+\dots +\lambda _{k}f_{k}} à coefficients tous strictement positifs.
Cet énoncé est rendu un peu plus difficile à lire que les autres théorèmes de la série à cause de la technicité « l'une au moins de ces inégalités étant stricte » ; la raison d'être de celle-ci est que les systèmes d'inéquations larges ne peuvent être complètement inconsistants : ils comptent au moins {\displaystyle 0} parmi leurs solutions, et au-delà tous les points qui vérifient le système d'équations linéaires correspondant. D'où la nécessité de compliquer un peu la forme du système en ne considérant pas comme des solutions significatives celles qui sont dans l'intersection des noyaux de toutes les formes {\displaystyle f_{j}}.

### Démonstration du théorème de Gordan
Parmi tous les théorèmes considérés dans cette page, le théorème de Gordan est celui où la démonstration contient le moins de technicités supplémentaires. On peut la fonder sur un théorème de séparation des convexes (celui parfois appelé « deuxième forme géométrique du théorème de Hahn-Banach ») ou par le théorème de projection sur un convexe fermé. C'est ce dernier choix qui est fait ici.
Comme il est souvent pratique pour faire des manipulations dans un dual, munissons {\displaystyle E} d'une structure euclidienne ; pour chaque indice {\displaystyle j}, il existe dès lors un vecteur {\displaystyle s_{j}} unique de {\displaystyle E} qui permette d'écrire pour tout {\displaystyle y} : {\displaystyle f_{j}(y)=\langle s_{j}|y\rangle }.
Considérons le convexe compact {\displaystyle K} enveloppe convexe des {\displaystyle k} points {\displaystyle s_{j}} et notons {\displaystyle y_{0}=\pi _{K}(0)} la projection orthogonale de {\displaystyle 0} sur ce fermé de {\displaystyle E}. On sait que pour tout {\displaystyle s} de {\displaystyle K} (et en particulier pour les {\displaystyle s_{j}}) on dispose de l'inégalité : {\displaystyle \langle -y_{0}|s_{j}-y_{0}\rangle \leq 0} qu'on regroupe en {\displaystyle \|y_{0}\|^{2}\leq f_{j}(y_{0})}.
Entrons dans le vif de la preuve de Gordan. Comme pour tous les théorèmes de l'article, l'implication montante est évidente. Montrons donc l'implication descendante, en supposant le système d'inégalités strictes inconsistant. En particulier {\displaystyle y_{0}} n'en est alors pas solution, donc il existe un {\displaystyle j} pour lequel {\displaystyle f_{j}(y_{0})\leq 0}. D'où {\displaystyle \|y_{0}\|=0}, puis {\displaystyle y_{0}=0}, ce qui prouve bien que {\displaystyle 0} appartient à {\displaystyle K}, et est donc combinaison linéaire à coefficients positifs des {\displaystyle s_{j}}.

### Le théorème de Gordan entraîne le théorème de Stiemke
On peut donner une démonstration directe du théorème de Stiemke en appelant de nouveau la théorie de la séparation des convexes. Il est toutefois instructif de s'apercevoir que c'est un théorème « dual » du théorème de Gordan, et qu'on peut l'en déduire par des manipulations algébriques simples à défaut d'être naturelles.
On reverra ces mêmes manipulations présentées sous forme matricielle plus loin, en énonçant le théorème de Ville. Elles reposent sur une idée importante qu'on retrouve notamment à la base de la théorie du problème dual en optimisation linéaire : la deuxième branche de l'équivalence dans le théorème de Stiemke, qui est en première lecture un mélange d'inéquations strictes (les conditions {\displaystyle 0<\lambda _{j}}) et d'une équation vectorielle (la condition {\displaystyle \lambda _{1}f_{1}+\cdots +\lambda _{k}f_{k}=0}) peut, avec un peu de doigté, être transformée en une simple collection d'inéquations strictes, à laquelle on peut appliquer le théorème de Gordan. Stiemke apparaît finalement comme une réécriture de Gordan où les emplacements des deux énoncés équivalents se retrouvent intervertis.

## Systèmes mêlant inéquations strictes et larges: le lemme de Farkas et le théorème de Motzkin

### Les énoncés
Le lemme de Farkas énonce une condition nécessaire et suffisante d'inconsistance pour un système d'inéquations linéaires dont exactement une est stricte :
Lemme de Farkas(1902) — Soit {\displaystyle f_{1},\ldots ,f_{k}} des formes linéaires sur un espace vectoriel réel de dimension finie {\displaystyle E}. Alors :
{\displaystyle \{y\in E\,\mid \,f_{1}(y)>0,f_{2}(y)\geq 0,\ldots ,f_{k}(y)\geq 0\}=\varnothing }
si et seulement si
il existe une écriture {\displaystyle 0=\lambda _{1}f_{1}+\cdots +\lambda _{k}f_{k}} à coefficients tous positifs ou nuls et avec {\displaystyle \lambda _{1}\not =0}.
Enfin le théorème de Motzkin couvre le cas général d'un système mêlant inéquations strictes et inéquations larges, avec une au moins stricte ; le lemme de Farkas en est le cas particulier correspondant à {\displaystyle p=1} (le théorème de Gordan correspondant à {\displaystyle p=n}) :
Théorème de Motzkin (1936) — Soit {\displaystyle f_{1},\ldots ,f_{k}} des formes linéaires sur un espace vectoriel réel de dimension finie {\displaystyle E} et soit p avec {\displaystyle 1\leq p\leq n}. Alors :
{\displaystyle \{y\in E\,\mid \,f_{1}(y)>0,f_{2}(y)>0,\ldots ,f_{p}(y)>0,f_{p+1}\geq 0,\ldots ,f_{k}(y)\geq 0\}=\varnothing }
si et seulement si
il existe une écriture {\displaystyle 0=\lambda _{1}f_{1}+\cdots +\lambda _{k}f_{k}} à coefficients tous positifs ou nuls avec {\displaystyle (\lambda _{1},\ldots ,\lambda _{p})\not =0}.

### Le théorème de Gordan entraîne le lemme de Farkas
Le théorème de Gordan se démontre en moins d'une dizaine de lignes à condition de disposer des théorèmes de séparation des convexes ou de projection sur un convexe fermé. On peut à partir de là prouver le lemme de Farkas avec un peu de gymnastique supplémentaire, qui ne nécessite aucun outil avancé mais n'est pas complètement naturelle.

### Le lemme de Farkas entraîne le théorème de Motzkin
Bien que le théorème de Motzkin semble plus général que celui de Farkas, il s'en déduit en quelques lignes, comme suit :
On note, pour des indices variant de {\displaystyle 1} à {\displaystyle p} :
{\displaystyle {\begin{matrix}C_{1}&=&\{y\in E\,\mid \,f_{1}(y)>0,&f_{2}(y)\geq 0,&f_{3}(y)\geq 0,\ldots ,&f_{p}(y)\geq 0,&f_{p+1}(y)\geq 0,\ldots ,f_{k}(y)\geq 0\}\\C_{2}&=&\{y\in E\,\mid \,f_{1}(y)\geq 0,&f_{2}(y)>0,&f_{3}(y)\geq 0,\ldots ,&f_{p}(y)\geq 0,&f_{p+1}(y)\geq 0,\ldots ,f_{k}(y)\geq 0\}\\\vdots &&&&\vdots &&\vdots \\C_{p}&=&\{y\in E\,\mid \,f_{1}(y)\geq 0,&f_{2}(y)\geq 0,&f_{3}(y)\geq 0,\ldots ,&f_{p}(y)>0,&f_{p+1}(y)\geq 0,\ldots ,f_{k}(y)\geq 0\}\\\end{matrix}}}
On remarque que si on prend {\displaystyle y_{1}} dans {\displaystyle C_{1}}, {\displaystyle y_{2}} dans {\displaystyle C_{2}}, {\displaystyle \ldots }, {\displaystyle y_{p}} dans {\displaystyle C_{p}}, leur somme est dans l'ensemble des solutions du système traité par le théorème de Motzkin. Si celui-ci est vide, c'est donc que l'un des {\displaystyle C_{j}} est vide. Mais on peut alors appliquer le lemme de Farkas à ce {\displaystyle C_{j}} et il fournit bien un {\displaystyle k}-uplet {\displaystyle (\lambda _{1},\ldots ,\lambda _{k})} qui répond aux conditions du théorème de Motzkin (en utilisant {\displaystyle \lambda _{j}\not =0}).
Comme dans tous les théorèmes rassemblés ici, l'implication montante est une évidence.

### Extension à des systèmes d'inéquations affines
Une fois connus ces théorèmes, on peut en déduire en tant que de besoin des énoncés pour des systèmes affines, c'est-à-dire où les inéquations n'auraient pas la forme {\displaystyle f_{j}(y)\geq 0} mais {\displaystyle f_{j}(y)\geq c_{j}} pour des constantes {\displaystyle c_{j}}. La démarche est explicitée à l'article Lemme de Farkas auquel on renvoie : elle consiste à considérer l'espace affine de référence comme hyperplan affine d'équation {\displaystyle g(y)=1} dans un espace vectoriel {\displaystyle {\hat {E}}}. La consistance d'un système affine dans {\displaystyle E} se ramène alors à la consistance d'un système analogue dans {\displaystyle {\hat {E}}} mais auquel on a ajouté la condition supplémentaire {\displaystyle g(y)>0}. Ainsi un système d'inéquations affines larges est-il traité par le lemme de Farkas, tandis qu'un système d'inéquations affines dont une et une seule est stricte se traite-t-il comme un système linéaire couvert par Motzkin avec {\displaystyle p=2} (c'est l'énoncé intitulé « lemme de Farkas généralisé » dans l'article lemme de Farkas).

## Les théorèmes de l'alternative: point de vue matriciel
Pour {\displaystyle B} matrice réelle, la notation {\displaystyle B\geq 0} signifie que tous les termes de {\displaystyle B} sont positifs ou nuls, la notation {\displaystyle B>0} que tous les termes de {\displaystyle B} sont strictement positifs. Enfin on note {\displaystyle B^{T}} la transposée de la matrice {\displaystyle B}.

### Traductions matricielles des énoncés déjà donnés
Commençons par la version matricielle du lemme de Farkas, puisque c'est le théorème le plus notable. Elle s'obtient sans aucune subtilité à partir de la version donnée plus haut, la seule difficulté étant de bien rapprocher les notations de l'une et de l'autre.
Lemme de Farkas, version matricielle — Soit {\displaystyle A} une matrice de réels de type {\displaystyle (n,k)} et {\displaystyle b} un vecteur-colonne avec {\displaystyle n} entrées, alors un et un seul des systèmes linéaires suivants a une solution :
- le système {\displaystyle Ax=b\,} pour {\displaystyle x} vecteur-colonne à {\displaystyle k} entrées vérifiant par ailleurs {\displaystyle x\geq 0} ;
- le système {\displaystyle A^{T}y\geq 0} pour {\displaystyle y\,} vecteur-colonne à {\displaystyle n} entrées vérifiant par ailleurs {\displaystyle b^{T}y<0\,}.

On écrit de même des versions matricielles pour les théorèmes de Gordan et de Stiemke, dont la vérification est du même esprit.
Théorème de Gordan, version matricielle — Soit {\displaystyle A} une matrice de réels de type {\displaystyle (n,k)}. Alors un et un seul des systèmes linéaires suivants a une solution :
- le système {\displaystyle Ax=0\,} pour {\displaystyle x} vecteur-colonne à {\displaystyle k} entrées vérifiant par ailleurs {\displaystyle x\geq 0} et {\displaystyle x\not =0} ;
- le système {\displaystyle A^{T}y>0} pour {\displaystyle y\,} vecteur-colonne à {\displaystyle n} entrées.

Théorème de Stiemke, version matricielle — Soit {\displaystyle A} une matrice de réels de type {\displaystyle (n,k)} et {\displaystyle b} un vecteur-colonne avec {\displaystyle n} entrées, alors un et un seul des systèmes linéaires suivants a une solution :
- le système {\displaystyle Ax=0\,} pour {\displaystyle x} vecteur-colonne à {\displaystyle k} entrées vérifiant par ailleurs {\displaystyle x>0} ;
- le système {\displaystyle A^{T}y\geq 0} et {\displaystyle A^{T}y\not =0} pour {\displaystyle y\,} vecteur-colonne à {\displaystyle n} entrées.

### Le théorème de Ville
Ce théorème, qui se déduit en quelques lignes du théorème de Gordan dès lors qu'on manipule les notations matricielles, a un énoncé très agréablement symétrique sous cette forme ; on peut bien sûr le réécrire en termes de conditions nécessaire et suffisante d'existence de solutions de systèmes d'inéquations, son charme étant qu'on peut le faire de deux façons selon l'ordre dans lequel on considère les deux branches de l'alternative : au choix on peut y voir une condition nécessaire et suffisante d'existence de solutions en nombres positifs ou nuls pour un système d'inégalités linéaires larges, ou d'existence de solutions en nombres strictement positifs pour un système d'inégalités linéaires strictes.
Théorème de Ville (1938) — Soit {\displaystyle A} une matrice de réels de type {\displaystyle (n,k)}. Alors un et un seul des systèmes linéaires suivants a une solution :
- le système {\displaystyle Ax\leq 0} pour {\displaystyle x\,} vecteur-colonne à {\displaystyle k} entrées vérifiant par ailleurs {\displaystyle x\geq 0} et {\displaystyle x\not =0} ;
- ou le système {\displaystyle A^{T}y>0\,} pour {\displaystyle y} vecteur-colonne à {\displaystyle n} entrées vérifiant par ailleurs {\displaystyle y>0}.